# Gömbnyakú partiholyva
A gömbnyakú partiholyva (Paederus littoralis) a rovarok (Insecta) osztályának bogarak (Coleoptera) rendjébe, ezen belül a mindenevő bogarak (Polyphaga) alrendjébe és a holyvafélék (Staphylinidae) családjába tartozó faj.

## Előfordulása
A gömbnyakú partiholyva egész Európában megtalálható. Rendszeresen előfordul.

## Megjelenése
A gömbnyakú partiholyva 0,8 centiméter hosszú. Mind a 10, Közép-Európában élő Paederus-faj tarka színű: fémeskék szárnyfedők és vörös előtor teszi feltűnővé őket. A fajok nehezen különböztethetők meg egymástól. A Paederus- és a Stenus-fajok potrohán mirigy található, amelyből kellemetlen szagú és maró hatású anyagot képesek kilövellni. Ez egyrészt az ellenségek elleni védelmül szolgál, másrészt oldja a víz felületi feszültségét, melynek következtében szívóhatás keletkezik, ami az állatot előrehúzza.

## Életmódja
A gömbnyakú partiholyva tavak és folyók partján, legtöbbször meszes talajokon él. A gömbnyakú partiholyva tápláléka élő, de gyakrabban elhalt állatok, amelyeket a víz a partra sodort.

## Rokon fajok
A Paederus-fajok élőhelyüket a Stenus nembe tartozó fajokkal osztják meg, amelyek velük mintegy azonos nagyságúak, de teljesen fekete színűek. Fajokban és alakokban mindkét nem gazdag.

## Fordítás
- Ez a szócikk részben vagy egészben  az   Uferkurzflügler című német Wikipédia-szócikk ezen változatának fordításán alapul.  Az eredeti cikk szerkesztőit annak laptörténete sorolja fel. Ez a jelzés csupán a megfogalmazás eredetét és a szerzői jogokat jelzi, nem szolgál a cikkben szereplő információk forrásmegjelöléseként.